# Liparis toxopei
Liparis toxopei är en orkidéart som beskrevs av Johannes Jacobus Smith. Liparis toxopei ingår i släktet gulyxnen, och familjen orkidéer. Inga underarter finns listade i Catalogue of Life.